# Curuzú Cuatiá (departement)
Curuzú Cuatiá is een departement in de Argentijnse provincie Corrientes. Het departement (Spaans:  departamento) heeft een oppervlakte van 8.911 km² en telt 42.075 inwoners.

## Plaatsen in departement Curuzú Cuatiá
- Curuzú Cuatiá
- Perugorría